# Phil Sykes (Eishockeyspieler)
Phillip Maxwell „Phil“ Sykes (* 18. März 1959 in Dawson Creek, British Columbia) ist ein ehemaliger kanadischer Eishockeyspieler, der im Verlauf seiner aktiven Karriere zwischen 1978 und 1992 unter anderem 482 Spiele für die Los Angeles Kings und Winnipeg Jets in der National Hockey League (NHL) auf der Position des linken Flügelstürmers bestritten hat. Seinen größten Karriereerfolg feierte Sykes jedoch im Trikot der kanadischen Nationalmannschaft, mit der er bei der Weltmeisterschaft 1986 die Bronzemedaille gewann.

## Karriere
Sykes verbrachte zwischen 1978 und 1982 vier überaus erfolgreiche Jahre an der University of North Dakota. Neben seinem Studium lief der Stürmer für das dortige Eishockeyteam der Universität, die Fighting Sioux, in der Western Collegiate Hockey Association (WCHA), einer Division im Spielbetrieb der National Collegiate Athletic Association (NCAA), auf. Ab seinem zweiten Jahr im Team gehörte Sykes zu den prägenden Spielern der Mannschaft, die im Frühjahr 1980 die nationale Collegemeisterschaft gewann. Er selbst wurde dabei ins All-Star Team des Finalturniers gewählt. In den beiden folgenden Spieljahren sammelte der Kanadier jeweils über 60 Scorerpunkte und führte das Team im Jahr 1982 als Kapitän zur zweiten nationalen Meisterschaft binnen drei Jahren. Darüber hinaus erhielt er zahlreiche individuelle Auszeichnungen, darunter die des besten Spielers der WCHA und des wertvollsten Spielers des NCAA-Finalturniers.
Obgleich dieser zahlreichen Auszeichnungen blieb Sykes von den Franchises der National Hockey League (NHL) zunächst unbeachtet und daher ungedraftet. Erst die Los Angeles Kings verpflichteten den Free Agent im April 1982 und sicherten sich damit seine Dienste. Der Offensivspieler benötigte jedoch zwei Jahre, ehe er sich dauerhaft im Kader der LA Kings etablieren konnte. So verbrachte er die Spielzeiten 1982/83 und 1983/84 größtenteils in der American Hockey League (AHL) bei Los Angeles’ Farmteam, den New Haven Nighthawks. Mit Beginn der Saison 1984/85 stand der 25-Jährige schließlich dauerhaft im Aufgebot der Kings und absolvierte im folgenden Spieljahr mit 44 Punkten sein bestes Jahr in der Liga. In den folgenden Jahren ging seine Offensivausbeute jedoch deutlich zurück, sodass er sich in der ersten Hälfte der Spielzeiten 1988/89 sowie 1989/90 bei den New Haven Nighthawks in der AHL wiederfand.
Im Dezember 1989 wurde Sykes schließlich im Tausch für Brad Jones zu den Winnipeg Jets transferiert. Bei den Jets kam der Angreifer wieder regelmäßiger in der NHL zu Einsätzen und beendete dort schließlich im Sommer 1992 im Alter von 33 Jahren seine Karriere als Aktiver.

### International
Für sein Heimatland nahm Sykes an der Weltmeisterschaft 1986 in der sowjetischen Landeshauptstadt Moskau teil. Dabei konnte er mit den Kanadiern den dritten Platz erreichen und damit die Bronzemedaille gewinnen. Er selbst blieb in neun Turniereinsätzen punktlos.

## Erfolge und Auszeichnungen
| - 1980 NCAA-Division-I-Championship mit der University of North Dakota - 1980 NCAA Championship All-Tournament Team - 1982 WCHA Player of the Year - 1982 WCHA First All-Star Team | - 1982 NCAA-Division-I-Championship mit der University of North Dakota - 1982 NCAA Championship Tournament MVP - 1982 NCAA Championship All-Tournament Team |

### International
- 1986 Bronzemedaille bei der Weltmeisterschaft

## Karrierestatistik

### International
Vertrat Kanada bei:
- Weltmeisterschaft 1986

(Legende zur Spielerstatistik: Sp oder GP = absolvierte Spiele; T oder G = erzielte Tore; V oder A = erzielte Assists; Pkt oder Pts = erzielte Scorerpunkte; SM oder PIM = erhaltene Strafminuten; +/− = Plus/Minus-Bilanz; PP = erzielte Überzahltore; SH = erzielte Unterzahltore; GW = erzielte Siegtore; 1 Play-downs/Relegation; Kursiv: Statistik nicht vollständig)